# Mikey Neumann
Mikey Neumann (16 aprile 1982) è uno youtuber e sceneggiatore statunitense.
Noto per il canale FilmJoy, che ospita la serie di critica cinematografica Movies with Mikey, incentrata sugli aspetti positivi dei film e nominata agli Emmy 2017 nella categoria Outstanding Informational Series or Special.
Prima dell'attività su YouTube, ha lavorato nell'industria dei videogiochi come direttore creativo in giochi come Brothers in Arms, Borderlands e Borderlands 2, trascorrendo 16 anni presso Gearbox Software, dove ha ricoperto il ruolo di "chief creative champion" prima di lasciare l'azienda per problemi di salute.

## Carriera

### Videogiochi
Neumann ha iniziato a lavorare nell'industria videoludica all'età di 19 anni, abbandonando gli studi universitari dopo un anno per dedicarsi al controllo qualità della conversione per PlayStation 2 di Half-Life, sviluppata da Gearbox Software. Nel 2001 è stato assunto come artista specializzato in texture, diventando successivamente sceneggiatore, doppiatore e direttore creativo o co-direttore creativo per vari titoli dello studio, tra cui la serie Brothers in Arms, Aliens: Colonial Marines e Borderlands.
Per Borderlands, ha contribuito al motion capture e ha prestato la voce al personaggio di Scooter. Ha inoltre scritto fumetti ispirati alla serie, come il prequel Borderlands: Origins.
Durante il lancio di Borderlands, Neumann ha ideato un'iniziativa personale: ha invitato gli utenti a condividere uno screenshot dell'acquisto del gioco tramite Twitter, promettendo in cambio sessioni di gioco cooperative e oggetti esclusivi all'interno del gioco, attirando così centinaia di partecipanti.
Nel 2014 ha tenuto il discorso di apertura al PAX Prime e ha partecipato, insieme ad altri sviluppatori, alla creazione di una carta del gioco Magic 2015, intitolata Chasm Skulker.
Nel 2016, in qualità di "chief creative champion" presso Gearbox Software, è stato annunciato come sceneggiatore principale di Borderlands 3. Tuttavia, ha lasciato lo studio nel 2017 per motivi di salute, dichiarando la decisione come del tutto amichevole. Successivamente, ha continuato a collaborare marginalmente alla serie, partecipando alla realizzazione del trailer del terzo capitolo.

### YouTube
Nel 2010 ha creato la webserie Anthony Saves The World insieme ad Anthony Burch. Nel 2014 ha avviato una serie di critica cinematografica su YouTube intitolata Movies with Mikey, pubblicata inizialmente sul canale Chainsawsuit Original (poi rinominato FilmJoy) in collaborazione con Kris Straub. La serie si distingue per un approccio positivo al cinema, evidenziando gli aspetti apprezzabili dei film e proponendo interpretazioni originali, come la lettura mitologica del film John Wick.

## Scrittore
- Brothers in Arms: Road to Hill 30 (2005)
- Brothers in Arms: Earned in Blood (2005)
- Brothers in Arms: Hell's Highway (2007)
- Borderlands (2009)
- Borderlands 2 (2012)
- Aliens: Colonial Marines (2013)
- Poker Night 2 (2013)
- Tales from the Borderlands (2014)

## Vita privata
Nel 2011, Mikey Neumann fu colpito da un ictus mentre si trovava negli uffici di Gearbox Software. Ricoverato per nove giorni, in seguito gli fu diagnosticata la sclerosi multipla. Nel 2017, a causa di complicazioni legate alla malattia autoimmune, fu nuovamente ospedalizzato.
Neumann si è identificato come asessuale.

## Opere
- (EN) Borderlands: Volume 1 – Origins, IDW Publishing, 2013, ISBN 978-1613776018.
- (EN) Borderlands: Volume 2 – The Fall of Fyrestone, IDW Publishing, 2015, ISBN 978-1631401954.
- (EN) Borderlands: Volume 3 – Tannis & the Vault, IDW Publishing, 2015, ISBN 978-1631402715.
- (EN) The Returners: Season One Omnibus, Boz Publishing, 2012.
- (EN) Exterminite #1, Boz Publishing, 2014.